# L'Infirmière de la compagnie casse-cou
Pour plus de détails, voir Fiche technique et Distribution.
L'infirmière de la compagnie casse-cou (titre original : Whiffs) est un film américain réalisé par Ted Post, sorti en 1975.

## Fiche technique
- Titre original : Whiffs
- Titre français : L'infirmière de la compagnie casse-cou
- Réalisation : Ted Post
- Scénario : Malcolm Marmorstein
- Direction artistique : Fernando Carrere
- Décors : Bob Signorelli
- Photographie : David M. Walsh
- Montage : Robert Lawrence
- Musique : John Cameron
- Production : George Barrie
  - Production associée : C.O. Erickson
- Société(s) de production : Brut Productions
- Société(s) de distribution : Twentieth Century Fox Film Corporation
- Pays de production : États-Unis
- Année : 1975
- Langue originale : anglais
- Format : couleur (Technicolor) — 35 mm (Panavision) — 2,35:1 — mono
- Genre : comédie, crime
- Durée : 91 minutes
- Dates de sortie :
  - États-Unis : 15 octobre 1975 (Los Angeles)
  - France : 25 avril 1979

## Distribution
- Elliott Gould : Dudley Frapper
- Eddie Albert : Colonel Lockyer
- Harry Guardino : Chops Mulligan
- Godfrey Cambridge : Dusty
- Jennifer O'Neill : Lt. Scottie Hallam
- Alan Manson : Dét. Sgt. Poultry
- Don 'Red' Barry[1] : Sgt. Post
- James Brown : homme de troupe de l'État
- Richard Masur : Lockyer's Aide
- Karl Lukas[2] : Bartender Wally
- Howard Hesseman : Dr Gopian

## Distinctions

### Nominations
- Oscars 1976 :
  - Meilleure chanson pour George Barrie et Sammy Cahn pour la chanson Now That We're In Love
- Golden Globes 1976 :
  - Meilleure chanson originale pour George Barrie et Sammy Cahn pour la chanson Now That We're In Love